# شهبانو
شَهبانو یک واژه و عنوان سلطنتی پارسی در دوره پهلوی به معنای «زن شاه» است. در سال ۱۳۴۶ عنوان «شهبانو» به‌طور رسمی به فرح پهلوی، همسر محمدرضا پهلوی اعطا شد. فرح پهلوی آخرین شهبانوی ایران این عنوان را تا ۱۱ سال بعد در زمان سقوط سلطنت پهلوی دارا بود.

## تعریف اجمالی
شهبانو واژه‌ای مرکب از شَه(شاه)+بانو به معنای «بانوی شاه» است و از این نظر به یک ملکه (اعم از ملکه حاکم یا ملکه همسر) اشاره دارد. این عنوان با کویین (به انگلیسی: Queen) در زبان‌های اروپایی برابر است. در ۴ آبان ۱۳۴۶ (۲۹ سالگی) لقب شهبانو اختصاصاً در جریان تاج‌گذاری محمدرضا پهلوی برای فرح پهلوی ابداع گردید. عنوان شهبانو فرح در منابع غربی به امپراتریس (زن امپراتور) ترجمه و برای او استفاده می‌شد. او این عنوان را تا ۱۱ سال بعد در زمان سقوط سلطنت پهلوی دارا بود. از آن زمان، اگرچه فرح پهلوی دیگر به صورت قانونی شهبانو نیست، اما این واژه (و برابر غربی‌اش) همچنان در منابع و اخبار به صورت یک لقب برای او به‌کار می‌رود.